# Dona América
Dona América é um distrito do município de Mimoso do Sul, no Espírito Santo.

## História
Como a área geográfica do atual distrito de Dona América estende-se até as margens do Rio Itabapoana, onde está localizada a Cachoeira das Garças, nas corredeiras da Limeira, conclui-se que o 1º núcleo histórico do município - a Freguesia da Limeira ou Limeira do ltabapoana - ficava em seu território, incluindo o Porto da Limeira, que até a chegada da ferrovia recebia e exportava grandes cargas através da navegação a vapor.
No período áureo da Freguesia da Limeira do ltabapoana, o distrito era apenas parte do contexto como Fazenda São Domingos, onde foi inaugurada em 01/04/1895 a estação Dona América, na Linha do Litoral da antiga Estrada de Ferro Leopoldina, ferrovia atualmente voltada para o transporte de cargas. A fazenda era propriedade da Sra. Dona América Angélica de Azevedo Lima, recebendo por isso seu nome.
O Cel. Jose Carlos Terra Lima instalou no local telégrafo, correio, telefone, luz, água e escola. Com essas melhorias possibilitou a criação do distrito de Dona América, no município de ltabapoana e comarca de São Pedro de ltabapoana, através da Lei nº 1.676 de 09/11/1928.

## Geografia

### Localização
O distrito está situado na região sul do município.

### População
Pelo Censo 2010 (IBGE) a população total do distrito era de 418 habitantes, e a população urbana era de 87 habitantes.

### Área territorial
A área territorial do distrito é de 53,00 km².